# Sismondi Barlev Bidjocka
 (août 2023).
Sismondi Barlev Bidjocka est un écrivain, journaliste et éditorialiste camerounais. 

## Biographie
Sismondi Barlev Bidjocka est né le 11 mai 1978 à Mbandjock. Il est titulaire d'un diplôme universitaire et d'un master en journalisme et management des médias. 
Son activité de journaliste au Cameroun et en particulier ses éditoriaux lui valent de régulières convocations par les services judiciaires,. En 2022, il est a suspendu 3 mois par le Conseil national de la communication (CNC) pour ses activités à la tête de la radio RIS FM.
Il est l'auteur des ouvrages La biographie de Samuel Eto’o  ;  Marafa Hamidou Yaya, l’automne de la colère  ;  L’homosexualité, un crime contre l’humanité  ;  L’exécution d’Ernest Ouandie . 
Il est lauréat du prix suisse des radios du Sud en 2007 et du prix Roscartland du journalisme africain en 2008.

## Œuvres
- La biographie de Samuel Eto’o, L'Harmattan Cameroun, 2009, 91p,  (ISBN 978-2-296-09303-4)
- Marafa Hamidou Yaya, l’automne de la colère
- L’homosexualité, un crime contre l’humanité
- L’exécution d’Ernest Ouandie

## Prix et distinctions
- 2007 : Prix suisse des radios du Sud
- 2008 : Prix Roscartland du journalisme africain